# Periscope
Periscope è stata un'applicazione mobile gratuita per iOS e Android.

## Storia
Nata come applicazione per effettuare live streaming da dispositivi mobile, l'app è stata acquisita da Twitter quando era ancora in versione beta, acquisendo vantaggio sull'app concorrente Meerkat. Nel 2015 è stata nominata "app dell'anno" da Apple.
Nel 2016 le funzionalità di Periscope sono state integrate nell'app di Twitter. Nel dicembre 2020 Twitter ha annunciato la rimozione di Periscope da App Store e Google Play nel marzo 2021. Nonostante dall'aprile 2021 l'app non sia più funzionante, il sito web è rimasto disponibile come archivio dei video pubblicati sulla piattaforma.
Nel 2023 Elon Musk durante una diretta su Twitter ha sostenuto di star effettuando dei test con il codice di Periscope.

## Controversie

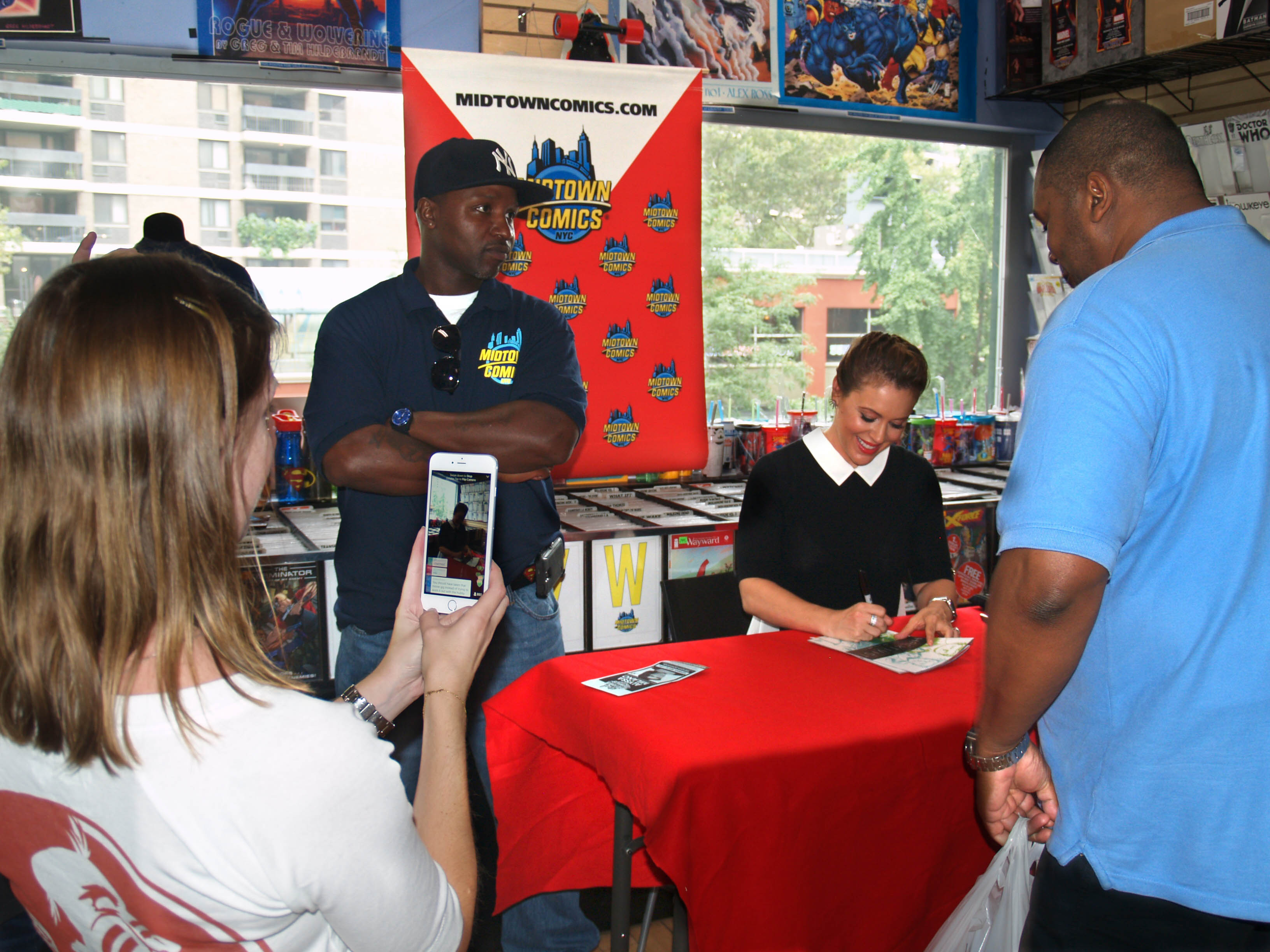
Alyssa Milano durante una diretta su Periscope

Twitter è stata criticata per la presenza di materiale protetto da copyright su Periscope, tra cui episodi de Il Trono di Spade e The Fight of the Century.
In Turchia l'applicazione è stata bloccata in seguito ad azioni legali intraprese dalla società turca Periskop.